# Gaia (Schiff)
Die Gaia ist ein Nachbau des Gokstad-Schiffs, das nach der griechischen Erdgöttin Gaia benannt wurde. Sie wurde im Winter 1989/1990 in Bjørkedal in Norwegen unter der Leitung von Sigurd und Jacob D. Bjørkedal originalgetreu unter Verwendung von kopierten Plänen des Originals vollständig aus Eichenholz gebaut und am 28. April 1990 zu Wasser gelassen. Die Schiffstaufe wurde am 17. Juni 1991 in Reykjavík von der isländischen Präsidentin Vigdís Finnbogadóttir vorgenommen, die auch den Namen des Schiffs vorgeschlagen hatte. Das Schiff ist mit modernen Navigations-, Kommunikations- und Rettungsmitteln ausgestattet und hat überdachte Unterkünfte für zehn Besatzungsmitglieder sowie einen Hilfsmotor. Unter Segel erreicht die Gaia bei günstigem Wind eine Geschwindigkeit von über 10 Knoten. Das Schiff ist dem Zweck gewidmet, für die Zusammenarbeit der Völker beim Schutz der Erde zu werben. 1993 schenkte der Schiffseigentümer, der norwegische Reeder Knut Utstein Kloster, die Gaia der Kommune Sandefjord, in deren Einzugsbereich der Fundort des Gokstad-Schiffs, das Königsgrab Gokstadhaugen, liegt. Sie wird heute vom Sandefjordmuseene unterhalten. Von dort aus unternimmt sie Tagestouren und auch längere Ausfahrten.

## Reisen

### Vinland-Reise
Am 17. Mai 1991 brach die Gaia mit einer zehnköpfigen Besatzung unter dem Skipper Gunnar Marel Eggertsson von Europa nach Nordamerika auf, um an die Entdeckung Amerikas durch Leif Eriksson zu erinnern. Die seemännische Gesamtleitung hatte Ragnar Thorseth. Als Begleitschiff fuhr Thorseths Motoryacht Havella mit. Die Reiseroute führte über die Orkney- und die Shetlandinseln, die Färöer und Island. Am 17. Juni lief die Gaia unter Feierlichkeiten in Reykjavík ein, bei denen die formelle Schiffstaufe vorgenommen wurde. Erste Station in Nordamerika war Neufundland, das sich zur Feier des Ereignisses temporär den historischen Namen Vinland gegeben hatte. Nach einer Reise von zweieinhalb Monaten traf die Gaia am 2. August 1991 in der historischen Wikingersiedlung L’Anse aux Meadows auf Neufundland ein. Thorseth gab an, dass er auf der Fahrt ein einziges Mal in echter Sorge gewesen sei, als das Schiff etwa 100 Seemeilen vor der Küste der Labrador-Halbinsel bei schwerer See in Packeis geriet. Mit Hilfe eines Suchscheinwerfers sei es jedoch gelungen, das Eisfeld zu umfahren. Von Neufundland aus begann die Gaia in Begleitung zweier weiterer Wikingerschiff-Nachbauten, der Oseberg und der Saga Siglar, die allerdings als Seefracht nach Neufundland gebracht wurden, eine „Vinland Revisited“-Tour, die sie unter anderem nach St. John’s, Halifax, Boston, Newport, New York City und Washington, D.C. führte. In allen Häfen wurde das Schiff mit Festlichkeiten empfangen. Der Einlauftag in Washington, der 9. August, war zuvor von US-Präsident George H. W. Bush zum Leif Ericsson Day erklärt worden. Die Unternehmung war maßgeblich durch den Eigner Kloster finanziert worden, der über 2,2 der insgesamt aufgewendeten 3,5 Millionen USD beigesteuert hatte. Auch die Regierungen Norwegens und Islands hatten sich an dem Projekt finanziell beteiligt. Die Ankunft der Gaia hatte den Premier Neufundlands, Clyde Wells, zu der Äußerung veranlasst, Christoph Columbus sei ein „Zuspätkommer“ gewesen, der Amerika lediglich wiederentdeckt habe. Kloster erklärte in einer Pressekonferenz, die Fahrt der Gaia habe nicht den Zweck, die Leistungen anderer zu relativieren oder an nationalistische Gefühle zu appellieren; sie solle vielmehr auf den Vorgang des gegenseitigen Entdeckens hinweisen und den Blick auf eine gemeinsame Zukunft richten.

### Brasilien-Reise
Direkt im Anschluss an die „Vinland Revisited“-Fahrt trat die Gaia im Herbst 1991 die Reise zur Konferenz der Vereinten Nationen über Umwelt und Entwicklung in Rio de Janeiro an. Als letzten Hafen in den USA lief sie Orlando (Florida) an, wo sie von Vertretern aus Politik und Wirtschaft begrüßt wurde. Es wurden Vorträge für die Allgemeinheit, insbesondere für Schulklassen und Studentengruppen, angeboten. Gunnar Marel Eggertsson erklärte die Zusammenarbeit von Menschen verschiedener sozialer und kultureller Herkunft auf einem Schiff als symbolisch für die Botschaft der Zusammenarbeit der Nationen zum Schutz der Erde, die die Gaia nach Rio de Janeiro tragen wolle. Nach dem Besuch in Rio de Janeiro fuhr die Gaia den Amazonas bis weit ins Innere Südamerikas hinauf. Auf der Rückreise von Rio de Janeiro geriet sie in einen Sturm von Orkanstärke, den sie unbeschadet überstand.

### Irland-Reise
Im Jahr 2005 fuhr die Gaia zum „Wexford Viking Festival“ in Wexford. Auf der Fahrt machte sie unter anderem in Dublin Halt.

### Reise nach Brest und Newcastle

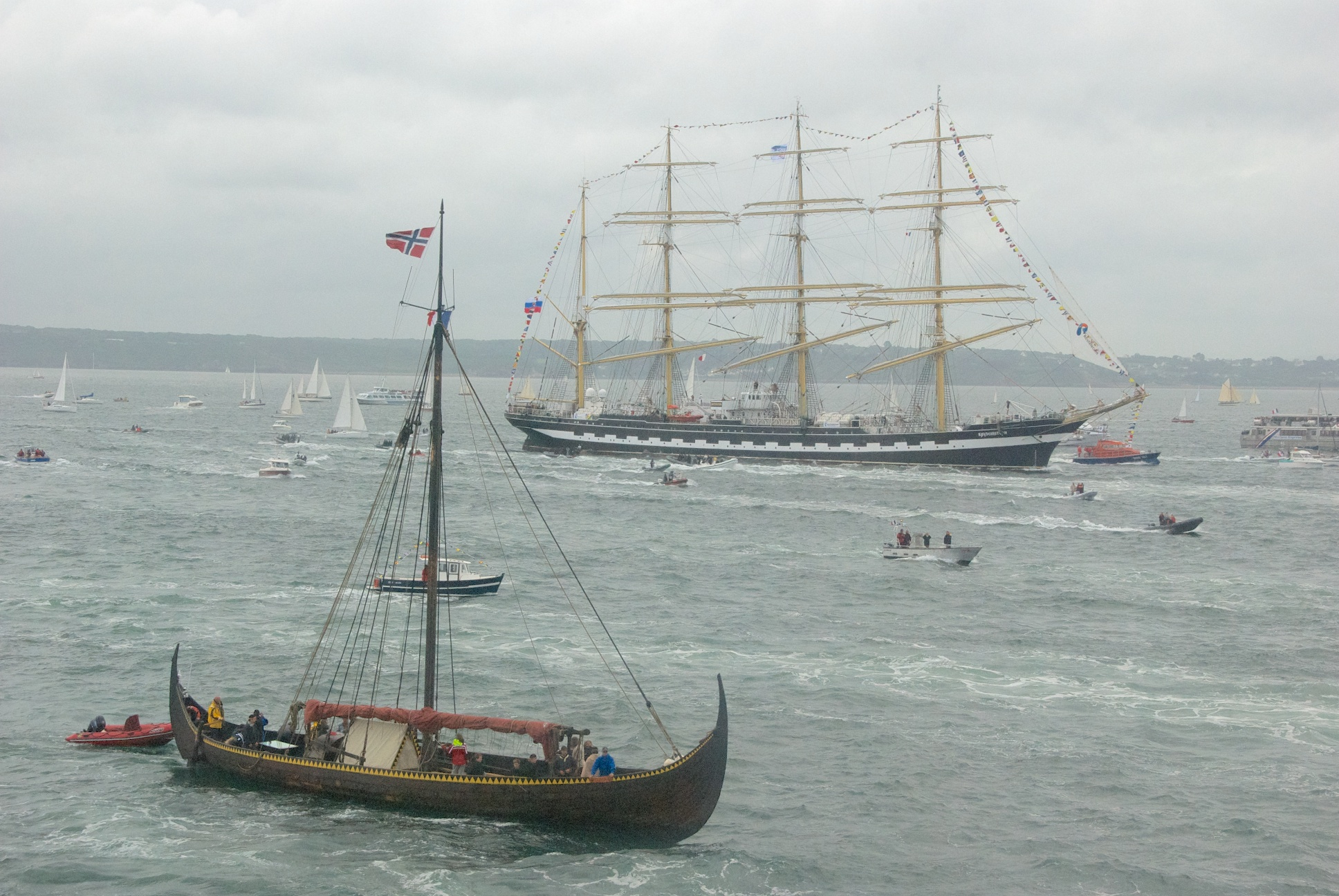
Die Gaia bei den Tonnerres de Brest 2012 (im Hintergrund die Kruzenshtern)

Nach einem Besuch der 20-Jahr-Feier der Parade „Les Tonnerres de Brest 2012“ (13.–19. Juli 2012) brach die Gaia zu einer Reise von Brest über die Kanalinseln nach Newcastle upon Tyne, Austragungsort der Olympischen Sommerspiele 2012, auf, um auf dem „Olympic Festival“ zu erscheinen. Sie traf planmäßig am Nachmittag des 29. Juli in Newcastle ein und wurde mit Ruderkraft von der Flussmündung bis zum Gateshead-Hafen bewegt, wo sie festmachte. Das Schiff und seine Besatzung in historischer Kleidung fand viel Beachtung bei Zuschauern und Medien. Die Besatzung der Gaia überbrachte dem Bischof von Newcastle ein Schreiben des Bischofs von Oslo, in dem der Missionierung Norwegens gedacht wurde. Der Bischof von Oslo bedankte sich für die Entsendung von Missionaren aus dem damaligen Königreich Northumberland vor über 1000 Jahren.